# Nitidiscala sawinae
Nitidiscala sawinae är en snäckart som först beskrevs av Dall 1903.  Nitidiscala sawinae ingår i släktet Nitidiscala och familjen vindeltrappsnäckor. Inga underarter finns listade i Catalogue of Life.